# 哲如错
哲如错是一个位于中国四川省理塘县的湖泊，面积约为3.5平方千米。